# Sakichi Toyoda
Sakichi Toyoda (豊田 佐吉 Toyoda Sakichi, 13 de fevereiro de 1867 - 30 de outubro de 1930) foi um inventor e empresário japonês. Ele nasceu em Kosai, Shizuoka. Filho de um pobre carpinteiro, Toyoda é chamado de "rei dos inventores japoneses" ou "pai da revolução industrial japonesa". Ele também é o fundador da Toyota Industries Co., Ltd.
Ele inventou numerosos Dispositivos de tecelagem. Sua invenção mais famosa foi o tear mecânico automático no qual ele aplicou o princípio de Jidoka (autonomação). O princípio do Jidoka, significa que a máquina para automaticamente, toda vez que ocorre um problema, isso tornou-se, mais tarde, uma das ferramentas chave do Sistema de Produção da Toyota Industries Co., Ltd.
Toyoda desenvolveu o conceito de 5 Porquês: Quando ocorre um problema, pergunte "por que" cinco vezes para tentar encontrar a fonte do problema, em seguida, atua-se na fonte do problema para eliminá-lo de forma definitiva prevenindo que ocorra novamente. Este conceito é usado até hoje como parte da aplicação de metodologias LEAN para resolver problemas, melhorar a qualidade e reduzir desperdícios.

## Árvore genealógica
Os descendentes de Sakichi Toyoda, que estabeleceu Toyoda Automatic Loom Works, há muito tempo dominam ao escalão superior da administração da Toyota Motors, que foi incorporada em 1937. Kiichiro Toyoda Filho de Sakichi Toyoda, se tornou presidente da Toyota entre 1941 e 1950; e seu filho Shoichiro Toyoda nasceu em Nagoya em 17 de fevereiro de 1925, tornou-se presidente da empresa entre 1982 e 1992. Após Shoichiro, foi a vez de Katsuaki Watanabe assumir a presidência da Toyota Industries Co., Ltd. e só após a sua saída do cargo principal da empresa é que o filho de Shoichiro, de 52 anos, Akio Toyoda, atendeu a expectativa da família e foi confirmado no cargo de presidente no ano de 2009.